# 110. brigada HVO Usora
110. brigada HVO Usora je bila brigada Hrvatskog vijeća obrane tijekom rata i poslijeraća u Bosni i Hercegovini. Brigada je bila pod nadležnošću ZP Vitez. 
Zapovjednik je bio Nikola Antunović 'Kava'. U bitci na Putnikovom brdu, koja je uslijedila nakon neprijateljskog zauzimanja Doboja početkom svibnja 1992.,  110. brigada HVO Usora postigla je značajnu pobjedu koja je ostala upisana u povijest usorskoga kraja. Pobjedom u bitci spašena je usorska enklava. Obrambene i napadne akcije koje su vođene u zoni odgovornosti 110. brigade HVO Usora su Komin, Križ, Vrela, Jeleči, Sivša tj. 'Simina bašča', Ušće, Šumareva kuća, Crni vrh itd.
Da nije bilo 110. brigade HVO-a „Usora“ i 111. XP brigade HVO-a „Žepče“, srpska vojska ušetala bi se u Maglaj, Tešanj, Zavidoviće i Žepče.
15. svibnja obilježava se kao Dan općine Usora i Dan 110. Brigade HVO Usora.
Pripadajuće postrojbe bile su Usorski poskoci, Žabljački vitezovi i dr.

## Vanjske poveznice
- YouTube
- Znakovlje HVO  Arhivirana inačica izvorne stranice od 17. veljače 2020. (Wayback Machine)
- Općina Usora